# Andreas Diesen
Andreas Diesen, född 20 november 1945 i Oslo, är en norsk skådespelare och manusförfattare. Han är son till skådespelarna Kari och Ernst Diesen.

## Filmografi (urval)
- 1954 – Aldri annet enn bråk
- 1957 – Smuglere i smoking
- 1960 – Veien tilbake
- 1960 – Millionær for en aften
- 1964 – Klokker i måneskinn
- 1972 – Olsenbanden och guldskatten
- 1974 – Knutsen & Ludvigsen
- 1992 – Gunsersen & Grønlund A/S (TV-serie)

## Filmmanus
- 1977 – Olsenbanden på guldjakt